# Eriopyga violascens
Eriopyga violascens là một loài bướm đêm trong họ Noctuidae.